# Няфтазух
Няфтазух (лат. Niaftasuchus zekkeli) — вид примитивных терапсид среднепермской эпохи, единственный в роде Niaftasuchus. Описан М. Ф. Ивахненко в 1990 году, род назван по реке Няфта с добавлением корня др.-греч. σοῦχος — «крокодил». Известен в основном по многочисленным зубам из отложений Мезенского комплекса (2,5 % всех находок) в Мезенском районе Архангельской области.

## Описание

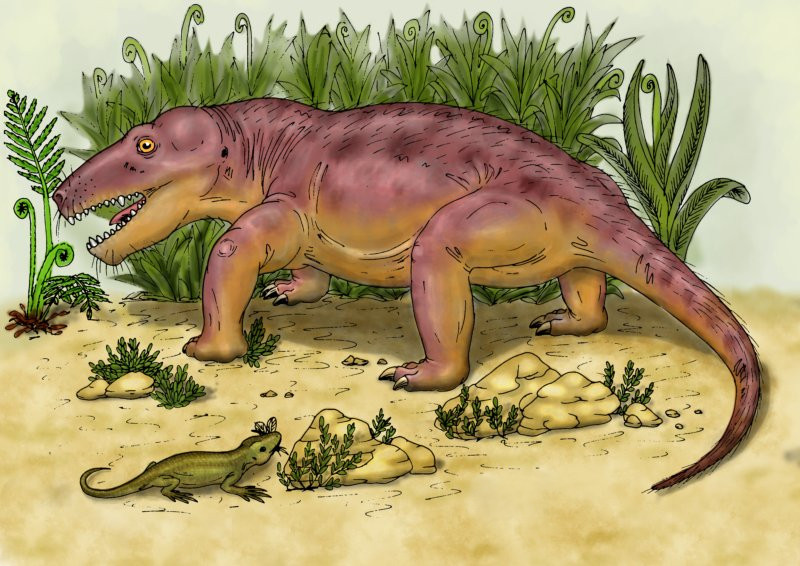
Реконструкция

Неполные остатки черепов (длиной около 8 см) показывают наличие увеличенных долотовидных резцов, щёчные зубы листовидно-режущие, крупные зубы в середине зубного ряда. Череп невысокий, челюстной сустав неизвестен. Глазницы крупные. Носо-глоточный проход глубокий, нёбные бугры с зубами.
Известен череп молодой особи, ротовая полость которого заполнена беловатой массой и содержит несколько зубов взрослой особи. Это указывает на детскую копрофагию — молодые особи поедали экскременты взрослых, чтобы пополнить запас микрофлоры. Зубы взрослых попадали в экскременты в ходе смены зубов (такое наблюдается у современных варанов). Вероятно, няфтазухи питались мягкой растительностью. Няфтазух принадлежит к самым примитивным дейноцефалам, но некоторые систематики рассматривают его как примитивного аномодонта.